# 林田理沙
林田 理沙（はやしだ りさ、1989年〈平成元年〉12月19日 - ）は、NHKのアナウンサー。学位は修士（音楽）（東京藝術大学・2014年）。

## 来歴
長崎県生まれ、神奈川県育ち。両親が長崎県出身。
幼稚園から高校まで湘南白百合学園、東京芸術大学音楽学部楽理科卒業、東京芸術大学大学院音楽研究科修士課程音楽学専攻修了。修士課程指導教員は大角欣矢。
2014年4月にアナウンサーとしてNHK入局。同年6月2日、NHK長崎放送局に着任。6月4日にラジオニュースで、6月9日にはテレビのお昼のニュースがそれぞれ初出演となる。
2016年2月、NHK福岡放送局へ異動。2月29日より『ロクいち!福岡』キャスターを担当。 
2018年4月から東京アナウンス室に異動。『あさイチ』メインキャスターに就任する近江友里恵の後任として、『ブラタモリ』アシスタントならびに『NHKニュースおはよう日本』の平日版5時台・6時台および『NHKニュースおはよう日本・関東甲信越』6:55のキャスターに起用された。林田は『ロクいち!福岡』も近江から引き継いでおり、東京でも近江が担当していた番組を引き継ぐこととなった。
その後、2020年度の番組改編で『ブラタモリ』および『おはよう日本』を降板し、『首都圏ネットワーク』のメインキャスターならびに『オシばん』のキャスターに起用された。『首都圏ネットワーク』『オシばん』に関しては、林田の同期である中山果奈から引き継ぐ形となった。
2022年度の番組改編では上原光紀と入れ替わりで、林田が『首都圏ネットワーク』から『NHKニュース7』に異動し、上原が『NHKニュース7』から『首都圏ネットワーク』に異動。『首都圏ネットワーク』と同時に『#NHK』（『オシばん』後番組）も降板。
2023年度の番組改編では『NHKニュース7』を降板し、『ニュースウオッチ9』のメインキャスターに起用された。
2024年度の番組改編では『ニュースウオッチ9』から『サタデーウオッチ9』へ異動したと同時に、2年ぶりに『＃NHK』を担当（出演は不定期）。なお『ニュースウオッチ9』には、キャスターの後任となった同期である星麻琴が休暇等で不在の場合は代理で出演している。

## 人物
趣味・特技
- 5歳からピアノを習い始め、絶対音感がある[6]。
- 小学1年生から中学3年生までバレエをしていた[16]。

学生時代
- 学生時代は、名字（林田）を重箱読みにして「リンダ」というニックネームで呼ばれていた[5]。
- 中学、高校では合唱部に所属していた[17]。
- 大学3年生の時、36大学200人の学生を集めたオーケストラを結成して演奏会で指揮をした[18]。2009年楽理研究演奏会の楽理科オーケストラで指揮をした[19]。
- 大学および大学院ではショパンや音楽の歴史を研究していた[6]。

※卒論テーマは『日本でクラシック音楽がどのように普及したか』
※修論テーマは『ブーニン・シンドロームについての一考察 : 日本におけるショパン受容およびクラシック音楽文化受容の観点から』
- 東京芸術大学時代に音楽学部邦楽科で講師だった野村萬斎の授業を受講していた[21]。
- 東京芸術大学生時にはテレビ朝日アスク、大学院生時にはマスコミ・スタディ・フォーラムにてアナウンサーになるべく勉強し、アスク時代にはBS朝日の『News Access』やauスマートパスの『auヘッドライン』の学生キャスターとして出演していた[22]。

NHK入局後
- 長崎放送局時代に制作したリポートが、九州・沖縄地区で最優秀賞を受賞した[23]。
- 2017年1月、第4回福岡検定「中級」を初めて受験し合格を果たした[24]。
- 好きな男性のタイプは岡田将生。『植物に学ぶ生存戦略 話す人・山田孝之』2020年8月26日放送分「ハラン」の回で岡田と共演した[25]。
- 2022年に結婚したが[26]、2024年5月10日配信の『NEWSポストセブン』にて離婚が報じられた[27][28]。

## 現在の担当番組
- サタデーウオッチ9（メインキャスター[29]：2024年4月6日 - ）
- さわやか自然百景（不定期ナレーター：2018年4月29日 - ）
- 『植物に学ぶ生存戦略 話す人・山田孝之』（2018年9月 - 不定期、Eテレ）植物の不思議な生態を独特の擬人化と本格解説で伝える。山田孝之の話を「聞く人」として出演。
- #NHK（2024年4月17日 - ）- NHKの広報ミニ番組
- 連続テレビ小説 あんぱん（ナレーター：2025年3月31日 - ）[30]

## 過去の担当番組

### BS朝日（NHK入局前）
- News Access（2012年度） - 学生キャスター
- auヘッドライン（2012年度） - 学生キャスター

### 長崎放送局時代（2014年度 - 2015年度）
- イブニング長崎（2014年8月6日） - 「平和案内人」のリポート（初リポート）
- おはサタ!（2014年9月6日） - 「長崎中華街 中秋節」のリポート（初九州管内中継）

※ 前日のイブニング長崎「長崎中華街 中秋節」の生中継レポートでは、赤いチャイナドレス姿を披露した。
- ゆうどき（2014年10月3日） - 「秋 黄金色に輝く“陶農”の里」のリポート（初全国中継）
- 九州・沖縄ニュース（2014年10月14日 - 22日） - 「長崎がんばらんば国体コーナー」のキャスター

※野村正育が司会進行を行なっていた『熱烈発信!福岡NOW』の九州・沖縄ニュース内でリポートした。
- イブニング長崎 - 「西本智実 オラショを語る」のリポート（2014年10月23日）、「カクレキリシタン」のリポート（2014年11月6日）

※「西本智実 オラショを語る」のリポートは、その後九州・沖縄ニュースでも放送された。
※「カクレキリシタン」のリポートは、その後『おはよう日本』の5時ニュースおよび『BS列島ニュース』でも全国放送された。
- 長崎がんばらんば大会（2014年11月1日） - 「第14回全国障害者スポーツ大会開会式」の実況（全国放送）
- 着信御礼!ケータイ大喜利（2014年12月7日）

※自己紹介として鍵盤ハーモニカ（ピアニカ）でハンガリー舞曲第5番を演奏しレギュラー陣から好評だったため、レジェンド誕生の際に『NHKのど自慢』の合格の鐘を演奏、出演者全員から絶賛された。
- プライムS（2015年1月9日） - 「被爆70年 巻頭言〜わたしたちにできること〜」のMC（初MC）[31]

※NHK広島局と長崎局の合同制作番組で、プライムタイム19時30分から75分生放送を広島局小松宏司と共に司会進行を行った。新人としては異例の抜擢。
- 世界遺産決定スペシャル『〜明治日本の産業革命遺産〜』（2015年7月10日） - 長崎中継リポート（九州管内中継）

※再放送として7月12日に全国放送された。
- 「いのちのうた」（2015年8月4日） - 長崎中継司会（全国放送）

※「広島」をキーステーションに「長崎」「東京」 の3箇所を生中継で結ぶ音楽番組で、広島は井上あさひ、東京は高山哲哉が司会を担当した。
- 平成27年長崎原爆犠牲者慰霊平和祈念式典（2015年8月9日） - 長崎中継リポート（全国放送）
- 「被爆者“最後”の節目 長崎原爆70年」（2015年8月9日） - 司会進行（九州管内中継）
- ロクいち!福岡（2015年8月31日 - 9月4日、9月7日 - 11日） - 司会進行（福岡・筑後地域放送、一部九州・沖縄地域放送）

※近江友里恵の夏休みに伴う代理キャスターとして井上二郎と共に司会進行を行った。
※番組コーナーで作曲家大島ミチルの「原爆をテーマにした交響曲」をリポートした（2015年9月2日）。その後NHKラジオ第1の『NHKマイあさラジオ』でも全国放送された（2015年10月11日）。
- NHKニュースおはよう日本（2015年10月3日 - 4日）

※上條倫子の夏休みに伴う代理キャスターとして近田雄一と共に司会進行を行った。
※番組内でNHK交響楽団の首席指揮者に就任したパーヴォ・ヤルヴィへのインタビューが放送された。
- うまいッ!（2016年1月17日） - 「ぷりぷりで甘い 養殖とらふぐ〜長崎県〜」のリポーター
- ごきげん歌に乾杯!（2016年1月27日） - 司会進行（NHKラジオ第1 全国放送）
- 長崎人（じげもん）（2016年2月19日）- 「”被爆遺構”は語り続ける」のナレーション

### 福岡放送局時代（2016年度 - 2017年度）
- ロクいち!福岡 キャスター（2016年2月29日 - 2018年3月16日）[10]
- NHKニュース（井上二郎と隔週で出演）

※平日11時30分 - 11時35分の九州・沖縄地域ニュース枠
※平日12時15分 - 12時20分の福岡地域ニュース枠
※平日15時7分 - 15時12分の九州・沖縄地域ニュース枠
- ニュース845福岡
- ダイスキ!福岡（2016年5月8日） - 福岡ダイスキ☆ランキング「4月号」（福岡地域放送）

※保里小百合とともに福岡フレッシャーズとして紹介された。
- ラジオ深夜便（2016年9月14日）- 明日へのことば「〜原爆の子・禎子さんの兄 佐々木雅弘さん〜」のインタビュアー
- 東京2020 12時間スペシャル「→2020」（2016年10月10日 - 福岡担当リポーター
- 旅ラジ（2016年12月21日） - 90（きゅうまる）アナウンサー

※国宝の「金印」をユネスコ「世界の記憶」に登録しようという動きについて、福岡県志賀島の方に思いを聞いた。
- ロクいち×ブリッジ上海（2017年3月21日 - 24日）

※ロクいち!福岡から差し替えて特別編として上海から生中継で経済や文化など日中交流の今を福岡局と北九州局がタッグを組んだ番組で、上海の公園でのダンスや町並みをリポートした。
- おはサタ!（2017年6月24日） - イタリア人の世界的ピアニストジョヴァンニ・アレヴィへのインタビュー
- 九州北部豪雨特設ニュース（2017年7月6日）- 福岡放送局より災害状況を伝えた（全国放送）。
- NHKニュースおはよう日本（2017年8月19日 - 20日）

※小郷知子の夏休みに伴う代理キャスターとして二宮直輝と共に司会進行を行った。
- おはサタ!（2017年9月16日）- 朝倉はちみつ祭り紹介の中継。
- ひるブラ「観光農園でフルーツ三昧!～福岡・朝倉市～」（2017年10月9日） - 朝倉市の観光果樹園をちゅうえいと共に中継。
- 第37回全国豊かな海づくり大会福岡大会（2017年10月29日） - 福岡県宗像市にて井上二郎と共に中継。
- アイデア対決・全国高等専門学校ロボットコンテスト2017「九州沖縄地区大会」（2017年11月23日） - 岩元良介の実況で松崎洋子と共にリポーターとして出演。
- 旅ラジ（2017年12月18日） - 90（きゅうまる）アナウンサー

※12月18日（月）福岡県朝倉市 三連水車の里あさくらより九州北部豪雨からの復興を伝える。
- 九州の祭り〜ユネスコ無形文化遺産登録〜（2017年12月29日） - ナレーション

### 東京アナウンス室（2018年度 - ）
- ブラタモリ（アシスタント：2018年4月21日 - 2020年3月14日）
- NHKニュースおはよう日本（キャスター：5:00 - 6:00）（2018年4月9日 - 2020年3月27日）保里小百合と隔週交代 [32]
  - ラジオニュース（午前10時、午前11時）隔週
  - まちかど情報室スペシャル『毎日の食卓を笑顔に』（2018年4月30日）
  - 映画「フジコ・ヘミングの時間」の公開に合わせて フジコ・ヘミングへのインタビュー（2018年6月15日）
  - 長崎と天草地方の潜伏キリシタン関連遺産の世界文化遺産登録に合わせたカクレキリシタンについての特集（2018年7月5日）
  - 和久田麻由子の代理キャスターとして高瀬耕造と共に司会進行を行った。（2018年8月6日 - 10日、2019年4月30日、8月26日 - 30日、2020年3月26日）
  - 浜松国際ピアノコンクールに出場する若きピアニストたちが小説さながらに熱い闘いを繰り広げた舞台裏を紹介（2018年11月25日）
  - まちかど情報室スペシャル『大切な人と特別な時間を』（2018年12月24日）
  - まちかど情報室スペシャル『ステキな春にしませんか?』（2019年3月21日）
  - Kバレエのマダム・バタフライ公演初日を目前に控えた熊川哲也へのインタビュー（2019年9月24日）
  - 蜜蜂と遠雷に出演した松岡茉優、松坂桃李、監督・脚本を務めた石川慶へのインタビュー（2019年9月30日）
  - まちかど情報室スペシャル『はじめの一歩をお助けします』（2020年1月13日）
- Nスペ5min.『人類誕生　第1集　こうしてヒトが生まれた』（ナレーション：2018年4月21日）
- 新4K8K衛星放送 開始セレモニー中継（進行役：2018年12月1日）
- クラシック・ハイライト2018（司会：2018年12月31日）
- ゆく年くる年 リポーター（2019年1月1日：羽田空港より中継）
- クラシック音楽館 N響ほっとコンサート（司会：2019年10月13日）
- ゆく年くる年 リポーター（2020年1月1日：亀戸香取神社より中継）
- 新型コロナウイルス「いま　あなたの不安は何ですか?」（2020年3月16日）
- 首都圏ニュース845
  - 2020年4月7日・16日〈関東ローカル〉、上原光紀の代理キャスター[33]）
  - 代理キャスター：2021年8月12日・13日
- NHKニュース7
  - 2020年4月16日・5月14日[34]
  - 代理サブキャスター：2021年8月12日 - 14日、21日・22日・28日・29日
  - 祝日を除く平日サブキャスター：2022年4月4日 - 2023年3月31日
- 今日は一日ショパン三昧（MC：2020年9月22日、FM）
- ことば力アップ ことばエッセー　放送の現場から 「“伝える”原点はすべての出会い」（講師：2020年9月23日、ラジオ第2）
- 8Kなび（ここに、公共放送）「8Kで見つめる 地域の誇り」[35]（ナレーション：2020年10月4日）
- 新感覚!目線のぞきみバラエティー　目神サマは知っている（秘書：2020年10月7日）
- ウィーンフィル・ニューイヤーコンサート（司会：Eテレ、2021年1月1日・2024年1月1日）
- 大河ドラマ「青天を衝け」大河紀行（ナレーション：2021年2月14日 - 12月26日）
- 聖火リレーデイリーハイライト （ナレーション：2021年3月25日 - 7月22日）
- 聖火リレーまもなくゴールへ（司会：2021年7月23日）
- 倫敦の山本五十六（ナレーション：2021年12月30日）
- N響”第9“演奏会2021年（ご案内：2021年12月31日）
- 今日は一日 “みんなのうた60”三昧（MC：2022年1月10日、FM）
- ショパン国際ピアノコンクール　世界最高峰のステージから（MC：2022年1月23日）
- AIでせまる!『みんなのうた60　とっておき思い出スペシャル』（MC：2022年1月24日 Eテレ）
- 鎌倉DAYS『鎌倉LOVEの13人』（MC：2022年1月29日）
- 地球のミライコンサート（MC：2022年1月30日 BSプレミアム）
- 星野源のおんがくこうろん（MC：2022年2月11日・18日・25日、3月11日、12月3日・10日・17日・24日 Eテレ）[36][37]
- 首都圏ネットワーク（キャスター：2020年3月30日 - 2022年4月1日）
- オシばん→#NHK[38]（キャスター：2020年3月30日 - 2022年4月1日）
- みんなのうた60（司会：Eテレ、2021年2月27日 - 2022年3月5日）（不定期）
- 参議院議員通常選挙開票速報（メインキャスター）（NHKラジオ第1放送・NHK-FM放送）（2022年7月10日 - 11日）
- ニュースウオッチ9
  - メインキャスター[39]：2023年4月3日 - 2024年3月29日
  - 星麻琴の代理：2024年8月19日 - 23日、2025年8月18日 - 22日（予定）
- 鶴瓶の家族に乾杯（小野文惠の代理：2024年9月2日、9日）
- 音でおとぎ話～世界を彩る魔法の効果音～（語り、ラジオドラマ「桃太郎改め ユフォたろう」ナレーター：2025年3月17日）
- クローズアップ現代（桑子真帆の代理キャスター：2025年7月28日）